# Post Office
Les deux timbres-poste Post Office sont les premiers timbres émis pour le service postal de l'île Maurice, alors colonie britannique. Ils ont été émis en 1847.

## Histoire desPost Office
En 1847, le maître de poste J. Stewart Browning décida d'appliquer une partie de la réforme postale mise en œuvre au Royaume-Uni en 1840. Le gouverneur Sir William Maynard Gomm le soutint.
Le graveur Joseph Osmond Barnard fut choisi ; né en 1816 à Portsmouth, il avait émigré à Maurice en 1838. Il se qualifiait alors de « peintre miniaturiste, horloger et graveur ». Il prépare un projet et reçoit une première commande pour 500 exemplaires de chacun des deux timbres. Il fut payé 10 livres 10 shillings pour une valeur faciale totale de 6 livres 5 shillings ; cette première émission fut donc déficitaire.

### Description
Le timbre reprend le graphisme du Penny Black britannique : la reine Victoria est représenté de profil. Elle est entourée de plusieurs mentions : « POST OFFICE - POSTAGE - MAURITIUS » et la faciale de 1 penny ou 2 pence.
Le 1 penny a été émis en orange et le 2 pence en bleu foncé (ce dernier est aussi dénommé Blue Penny) le 21 septembre 1847. L'effigie de la reine Victoria est tournée à gauche ; le fond est couvert de tailles verticales et de tailles obliques de droite à gauche et de haut en bas pour le 1 penny ; de tailles verticales et obliques de gauche à droite et de haut en bas, pour le 2 pence. Sur la tranche du cou, les initiales du graveur « J.B. » pour J. Barnard. Ces timbres ont été supprimés par suite des retards qu'occasionnait le tirage, qui devait se faire timbre par timbre, sur la plaque même ; un autre inconvénient, c'était d'enlever aux ciseaux, la marge de chaque timbre et la difficulté de les gommer ensuite, s'ils l'ont jamais été.
La mention « POST OFFICE » fut abondamment commentée quelques années plus tard. Certains philatélistes affirmèrent que c'était une erreur car la mention habituelle sur les timbres du Royaume-Uni était « POST PAID » (port payé). Cette dernière servit dans les émissions suivantes. Cependant, avant l'émission de ces timbres, les timbres à date de Port-Louis portent la mention « POST OFFICE ». De plus, la mention « POSTAGE » sur les timbres, signale qu'ils constituent un affranchissement, donc que le port est payé ; le remplacement par la mention « POST PAID » sur les émissions suivantes fait doublon avec « POSTAGE ».
Il est plus vraisemblable que Barnard a obéi aux ordres du commanditaire ou qu'il a simplement signalé l'usage postal de ses timbres et repris la mention figurant sur les cachets avant 1847.

### Continuation
Le stock de Post Office qui se composait de mille unités, fut écoulé rapidement. D'après Jean-Baptiste Moens (acheteur et revendeur de huit des vingt-sept « Post Office » connus, ils le sont « en quelques jours », citant une lettre du maître des postes datant du 2 mai 1848), mais aucune réimpression n'eut lieu. Les postiers revinrent donc au système antérieur de paiement en numéraire de l'affranchissement.
En 1853, le timbre est réémis avec une nouvelle mention « POST PAID ».

## Raretés de la Philatélie

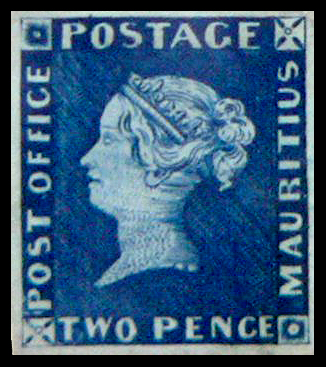
Un 2 pence bleu de la Collection philatélique royale britannique.

Ces célèbres timbres sont parmi les plus rares de la philatélie : 27 exemplaires connus en 2006, 6 neufs et 21 oblitérés, dont certains sur lettre (dont une invitation au bal de la femme du gouverneur Gomm). Hormis cette lettre, il existe un ensemble des 2 timbres, retirés d'une lettre de la correspondance de M.Borchard à Bordeaux, par son épouse en 1864. Ils furent mis en vente en 1985 par la maison Jakubek, Hamburg: mise à prix 2.000.000 marks.
Les plaques originales gravées par Barnard ont été vendues en Angleterre en 1912, et ont fait partie de la collection de plusieurs riches philatélistes.

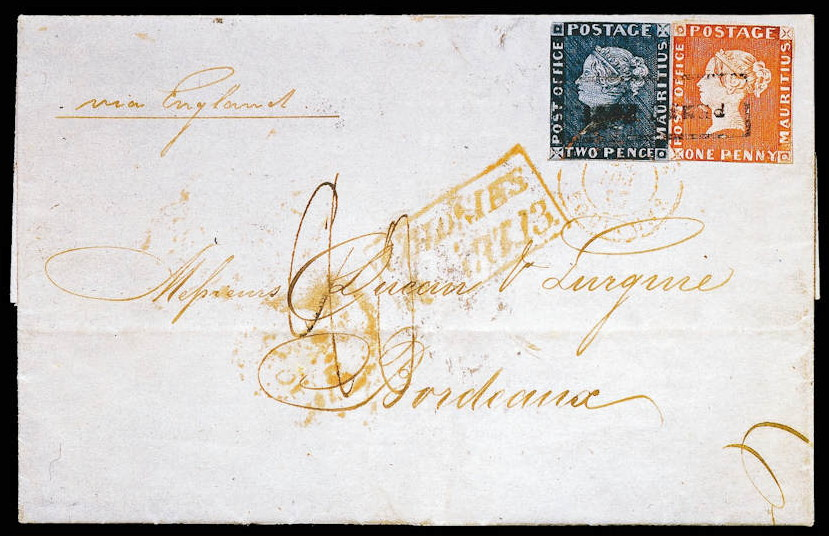
L'enveloppe de Bordeaux

L'« enveloppe de Bordeaux » (Bordeaux Cover), la seule lettre connue à être affranchie avec les deux timbres de la série Post Office de Maurice, a été vendue aux enchères par David Feldman pour la somme de 6 123 750 francs suisses en novembre 1993

## Postérité
En octobre 2007 à Broadway, a lieu la première de Mauritius, une pièce de théâtre qui met en scène deux jeunes sœurs qui ont découvert deux Post Office, confrontées à trois collectionneurs qui veulent les leur acheter. La dramaturge Theresa Rebeck et ses acteurs dont F. Murray Abraham ont consulté deux philatélistes pour le réalisme de la pièce, de leur rôle et des imitations de timbres utilisés : Robert Odonweller, compagnon honoraire de la Royal Philatelic Society London et gouverneur du Collectors Club of New York, et David Petruzelli.
En 2017 est lancée la pré-production du long métrage The Blue Mauritius, qui est réalisé par Charles-Henri Belleville. Il met en scène cinq voleurs de haut rang qui se retrouvent au Cap pour voleur le fameux timbre Penny Blue. Gérard Depardieu fait partie des premiers rôles.